# Slávka Vuletič-Donátová
Slávka Vuletič-Donátová (rozená Miloslava Donátová, též uváděna pod iniciály SVD, 20. února 1890 Brno – 23. února 1950 Brno) byla moravská elektroinženýrka, průmyslnice, feministka, fotografka, filmařka a sportovkyně působící ve vedení závodu Bartelmus, Donát & Co., jednoho z prvních elektroprůmyslových podniků v Rakousku-Uhersku. Roku 1925 získala na České vysoké škole technické titul inženýrky elektrotechniky, jako vůbec první žena v Evropě. Aktivně se zapojovala též do společenského života v Brně.

## Život

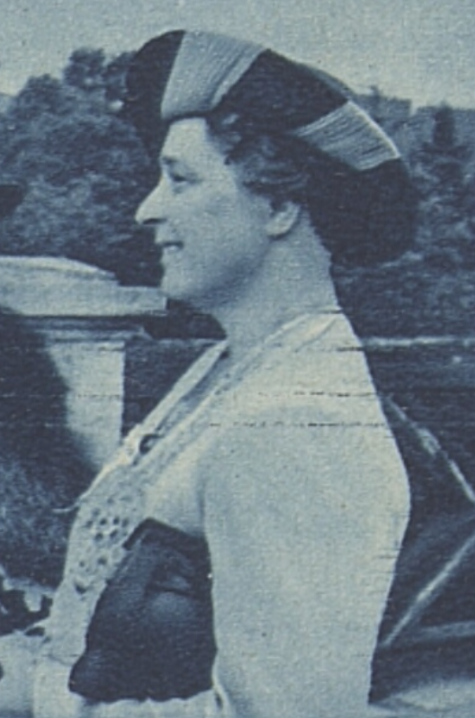
Slávka Vuletič-Donátová v roce 1938

### Mládí
Narodila se v Brně do rodiny průmyslníka a konstruktéra Josefa Donáta, který zde pracoval od roku 1893 spoluvlastnil spolu s Robertem Bartelmem elektrotechnický závod Bartelmus, Donát & Co.. Později získal Josef Donát ve společnosti majoritní podíl. Kmotrem Miloslavě byl inženýr Štěpán Doubrava, společník firmy. Po základním vzdělání vychodila brněnské dívčí lyceum Vesny, absolvovala v roce 1906.

### Inženýrský titul
Roku 1912 se provdala za právníka Václava Javůrka a po dvou letech se jim narodila dcera. Nadále však chtěla pokračovat ve svém vzdělávání, nastoupila tedy jako externalistka na II. české reálné gymnázium v Brně, které jako první žena v historii ústavu. Technické prostředí, ve kterém vyrůstala, ji motivovalo ke studiu na vysoké škole, což jí bylo umožněno po vzniku Československa roku 1918 na České vysoké škole technické v Brně. Roku 1921 se nechala s Václavem Javůrkem rozvést a začala opět používat jméno Donátová. Roku 1924 pojala za manžela Ing. Milana Vuletiče, původem z Chorvatska, který v ČSR působil jako honorární konzul Království Jugoslávie. Obor elektroinženýrství nakonec zdárně zakončila státní zkouškou v květnu 1925. Stala se tak první ženou v Evropě, která takový titul získala.
Následně začala působit ve firmě svého otce, která byla roku 1927 přičleněna ke Škodovým závodům. Slávka Vuletič-Donátová řídila brněnský výrobní závod, následně se stala členkou správní rady firmy Škoda.

### Společenský život

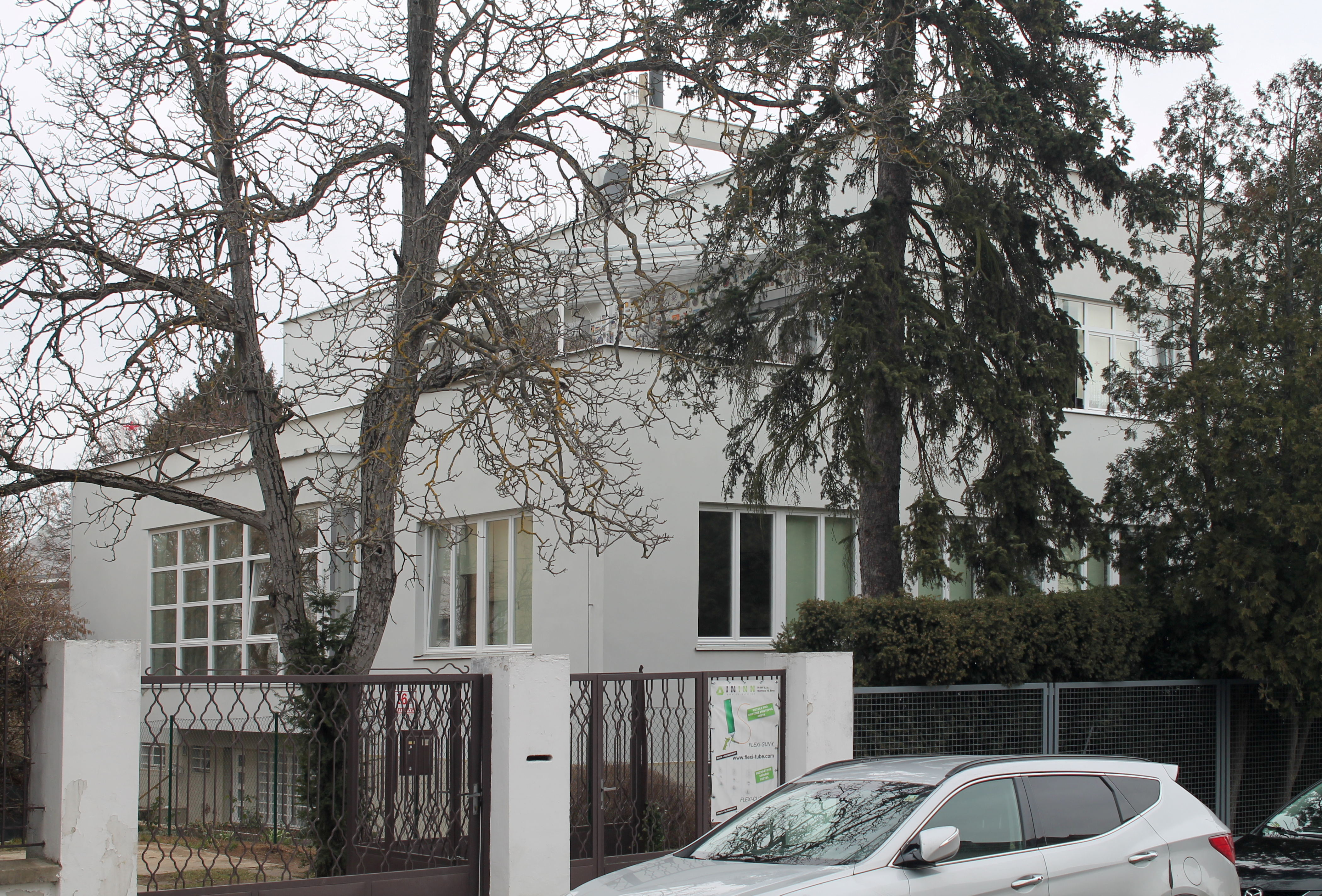
Vila Slávky Vuletič-Donátové v Brně

Byla veřejně činnou a společenskou osobností. Byly jí blízké myšlenky feminismu. Výrazně se angažovala také v brněnské organizaci Československého červeného kříže, za její zásluhy byla zvolena jeho čestnou předsedkyní, stejného titulu se jí dostalo v dámském spolku Zora. Byla nadšenou fotografkou a filmařkou, krátce působila také jako předsedkyně městského Klubu českých kinoamatérů, spoluzakládala roku 1930 Český veslařský klub, opět v Brně. Jako jediná žena stála roku 1936 spolu s dalšími u vzniku Golf Clubu Brno. Byla, též jako jedna z prvních žen, majitelkou vlastního osobního automobilu a řidičkou, pojilo ji též osobní přátelství s automobilovou závodnicí Eliškou Junkovou.
Pro svou rodinu nechala ve 1933 vystavět firmou V. Nekvasil podle návrhu stavitele Karla Sebastiana Kepky funkcionalistický rodinný dům v Masarykově čtvrti na adrese Wurmova 12 v Brně.

### Úmrtí
Slávka Vuletič-Donátová zemřela 23. února 1950 v Brně a byla pohřbena v rodinné hrobce na Ústředním hřbitově v Brně, spolu se svými rodiči a manželem Milanem.

### Rodinný život
Slávka Vuletič-Donátová se roku 1912 ve Vídni provdala za Václava Javůrka, z jejich manželství vzešla dcera Miloslava, provdaná Svozilová (Mirko Svozil popraven za odboj 1942), podruhé Nebeská. Manželství bylo rozvedeno roku 1921. Podruhé se provdala roku 1924 za v Brně žijícího chorvatského inženýra Milana Vuleviče, který po třech letech manželství následkem podlomeného zdraví z pobytu ve vězení za první světové války roku 1927 zemřel. Druhé manželství zůstalo bezdětné.